# Triphosa acutipennis
Triphosa acutipennis là một loài bướm đêm trong họ Geometridae.